# Hadena olbiena
Hadena olbiena là một loài bướm đêm trong họ Noctuidae.